# Cathédrale Sioni
La cathédrale Sioni (en géorgien : სიონის ტაძარი) ou cathédrale de l'Assomption est une cathédrale orthodoxe de l'Église apostolique autocéphale de Géorgie qui se trouve rue Sioni (rue de Sion), nommée en l'honneur de la Montagne de Sion, à Tbilissi. Située à l'emplacement d'une église construite entre 575 et 639, c'est un haut lieu de l'identité nationale géorgienne. Elle domine le fleuve Koura, dans le centre historique de la ville.

## Histoire

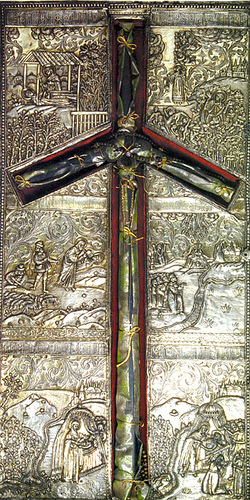
La Croix de la Grappe, apportée selon la tradition à la Géorgie par sainte Nino.

La tradition donne le roi saint Vakhtang comme le fondateur d'une première cathédrale à cet emplacement, mais les sources historiques donnent plus vraisemblablement Gouaram Ier à la fin du VIe siècle qui y a été enterré lui-aussi. Cette église a été saccagée et détruite lors de l'invasion arabe et de la création de l'émirat de Tbilissi qui s'ensuivit de 736 à 1080.
Le roi David le Reconstructeur chasse les Arabes et libère Tbilissi en 1112 et construit une nouvelle cathédrale. Celle-ci subit dans son histoire des dommages et des restaurations successives, comme après le saccage de Djalal ad-Din au XIIIe siècle, l'invasion de Tamerlan en 1386 et le tremblement de terre de 1668.
La cathédrale a été restaurée entre 1980 et 1983 et conserve ses caractéristiques. Elle possède deux clochers, l'un du XVe siècle endommagé par les Perses et restauré en 1939, et l'autre typique du néo-classicisme russe du XIXe siècle (1812). L'intérieur de la cathédrale est décoré des fresques du prince Gagarine (1810-1893). L'église n'a pas fermé pendant la période de la république socialiste soviétique de Géorgie.
Les reliques de la croix de sainte Nino (Nina) (Christiane ou Chrétienne de Géorgie) sont vénérées dans la cathédrale. La cathédrale de Sion a servi de cathédrale jusqu'à la construction de la nouvelle cathédrale de Tbilissi en 2004.

## Galerie

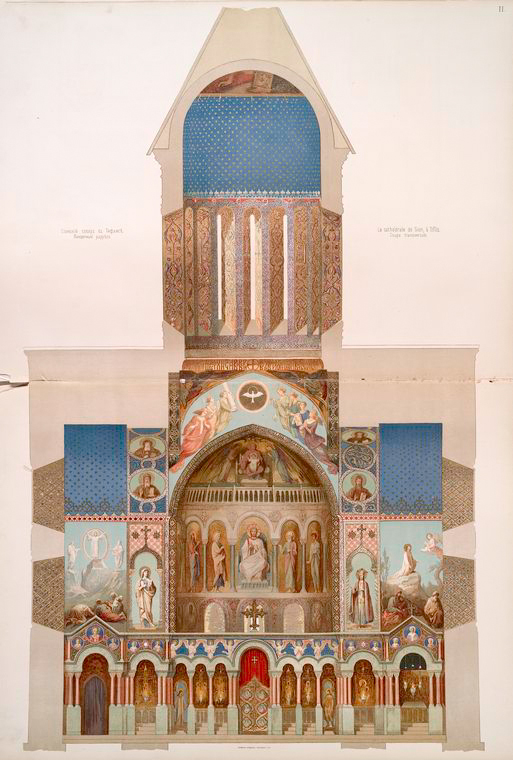
Projet de fresques du prince Gagarine, publié en 1897-1903.
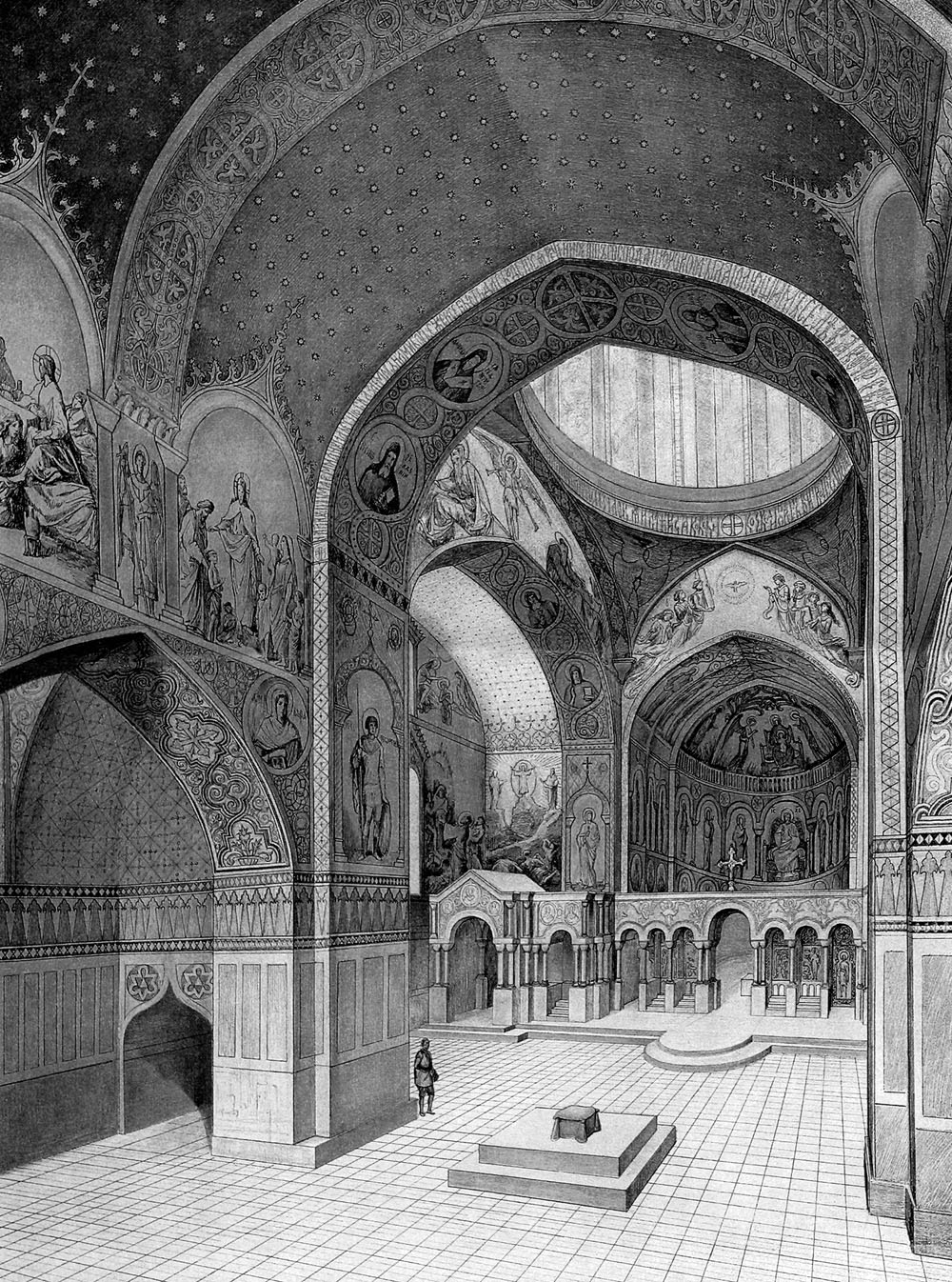
Projet du prince Gagarine pour l'intérieur (1849).
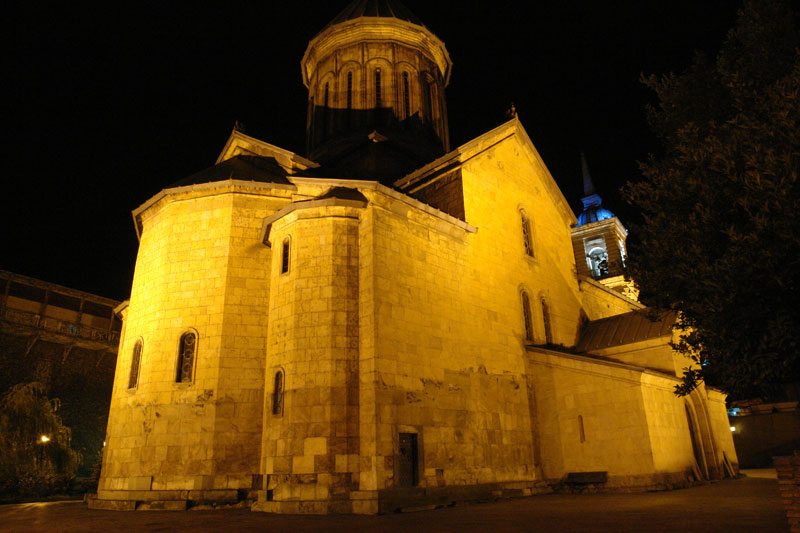
La cathédrale la nuit.
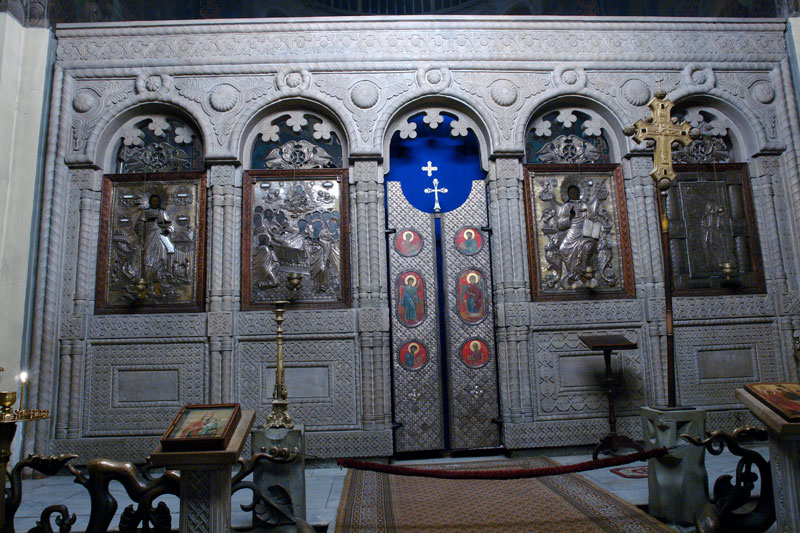
L'iconostase de la cathédrale.
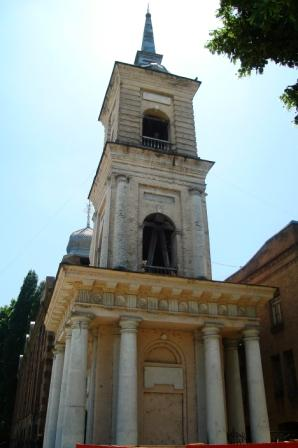
Vue du nouveau clocher (1812).

## Sources
- (de) Cet article est partiellement ou en totalité issu de l’article de Wikipédia en allemand intitulé « Sioni-Kathedrale » (voir la liste des auteurs).